# Neaufles-Auvergny
Neaufles-Auvergny és un municipi francès situat al departament de l'Eure i a la regió de Normandia. L'any 2007 tenia 430 habitants.

## Demografia

### Població
El 2007 la població de fet de Neaufles-Auvergny era de 430 persones. Hi havia 186 famílies de les quals 60 eren unipersonals (44 homes vivint sols i 16 dones vivint soles), 67 parelles sense fills, 55 parelles amb fills i 4 famílies monoparentals amb fills.
La població ha evolucionat segons el següent gràfic:
Habitants censats

### Habitatges
El 2007 hi havia 286 habitatges, 188 eren l'habitatge principal de la família, 81 eren segones residències i 16 estaven desocupats. 278 eren cases i 4 eren apartaments. Dels 188 habitatges principals, 149 estaven ocupats pels seus propietaris, 30 estaven llogats i ocupats pels llogaters i 9 estaven cedits a títol gratuït; 3 tenien una cambra, 6 en tenien dues, 43 en tenien tres, 47 en tenien quatre i 90 en tenien cinc o més. 162 habitatges disposaven pel capbaix d'una plaça de pàrquing. A 95 habitatges hi havia un automòbil i a 76 n'hi havia dos o més.

### Piràmide de població
La piràmide de població per edats i sexe el 2009 era:
| Homes | Edats   | Dones |
| ----- | ------- | ----- |
| 0     | 95 o +  | 0     |
| 0     | 90 a 94 | 0     |
| 4     | 85 a 89 | 0     |
| 8     | 80 a 84 | 8     |
| 0     | 75 a 79 | 20    |
| 12    | 70 a 74 | 4     |
| 16    | 65 a 69 | 4     |
| 16    | 60 a 64 | 12    |
| 16    | 55 a 59 | 12    |
| 16    | 50 a 54 | 24    |
| 20    | 45 a 49 | 8     |
| 16    | 40 a 44 | 12    |
| 8     | 35 a 39 | 12    |
| 12    | 30 a 34 | 4     |
| 28    | 25 a 29 | 4     |
| 0     | 20 a 24 | 8     |
| 12    | 15 a 19 | 16    |
| 8     | 10 a 14 | 12    |
| 12    | 5 a 9   | 20    |
| 0     | 0 a 4   | 4     |

## Economia
El 2007 la població en edat de treballar era de 275 persones, 173 eren actives i 102 eren inactives. De les 173 persones actives 157 estaven ocupades (94 homes i 63 dones) i 16 estaven aturades (6 homes i 10 dones). De les 102 persones inactives 44 estaven jubilades, 27 estaven estudiant i 31 estaven classificades com a «altres inactius».

### Ingressos
El 2009 a Neaufles-Auvergny hi havia 180 unitats fiscals que integraven 430 persones, la mediana anual d'ingressos fiscals per persona era de 18.270,5 €.

### Activitats econòmiques
Dels 15 establiments que hi havia el 2007, 2 eren d'empreses extractives, 1 d'una empresa de fabricació d'altres productes industrials, 2 d'empreses de construcció, 7 d'empreses de comerç i reparació d'automòbils, 1 d'una empresa de transport, 1 d'una empresa financera i 1 d'una empresa de serveis.
L'any 2000 a Neaufles-Auvergny hi havia 9 explotacions agrícoles que ocupaven un total de 452 hectàrees.

## Equipaments sanitaris i escolars
El 2009 hi havia una escola elemental integrada dins d'un grup escolar amb les comunes properes formant una escola dispersa.

## Poblacions més properes
El següent diagrama mostra les poblacions més properes.